# Hans Verhulst
Johannes Petrus Charles (Hans) Verhulst (Steenbergen, 9 september 1921 – 2005) was een Nederlandse beeldhouwer en graficus.

## Leven en werk
Verhulst maakte in 1950 met de beeldhouwers Wessel Couzijn, Carel Kneulman, Shinkichi Tajiri en Ben Guntenaar deel uit van de Groep Amsterdam. Hij genoot zijn opleiding in Antwerpen en Brussel. Een van zijn muzen was Meertje Kaal. In Amsterdam is zijn werk Energie en tijd, een wandsculptuur uit 1962, te zien op het Onderstation Marnixstraat. Een ander werk van Verhulst is een sculptuur uit 1954 bij de voormalige Rijksluchtvaartschool (thans de KLM flight academy) in Eelde. Zijn meisje met de blauwe hoed was in 1949 te zien in Philadelphia (Pennsylvania). In 1967 voltooide Verhulst een bronzen buste van de museumdirecteur en kunstcriticus A.M. Hammacher ter gelegenheid van diens afscheid van het Kröller- Müller Museum.
In 1959 werd Verhulst uitgenodigd voor deelname aan een symposium voor steenbeeldhouwers in het Oostenrijkse Sankt Margarethen im Burgenland. Hij behoorde hiermee tot de deelnemers aan het eerste Symposion Europäischer Bildhauer van Karl Prantl.

## Afbeeldingen

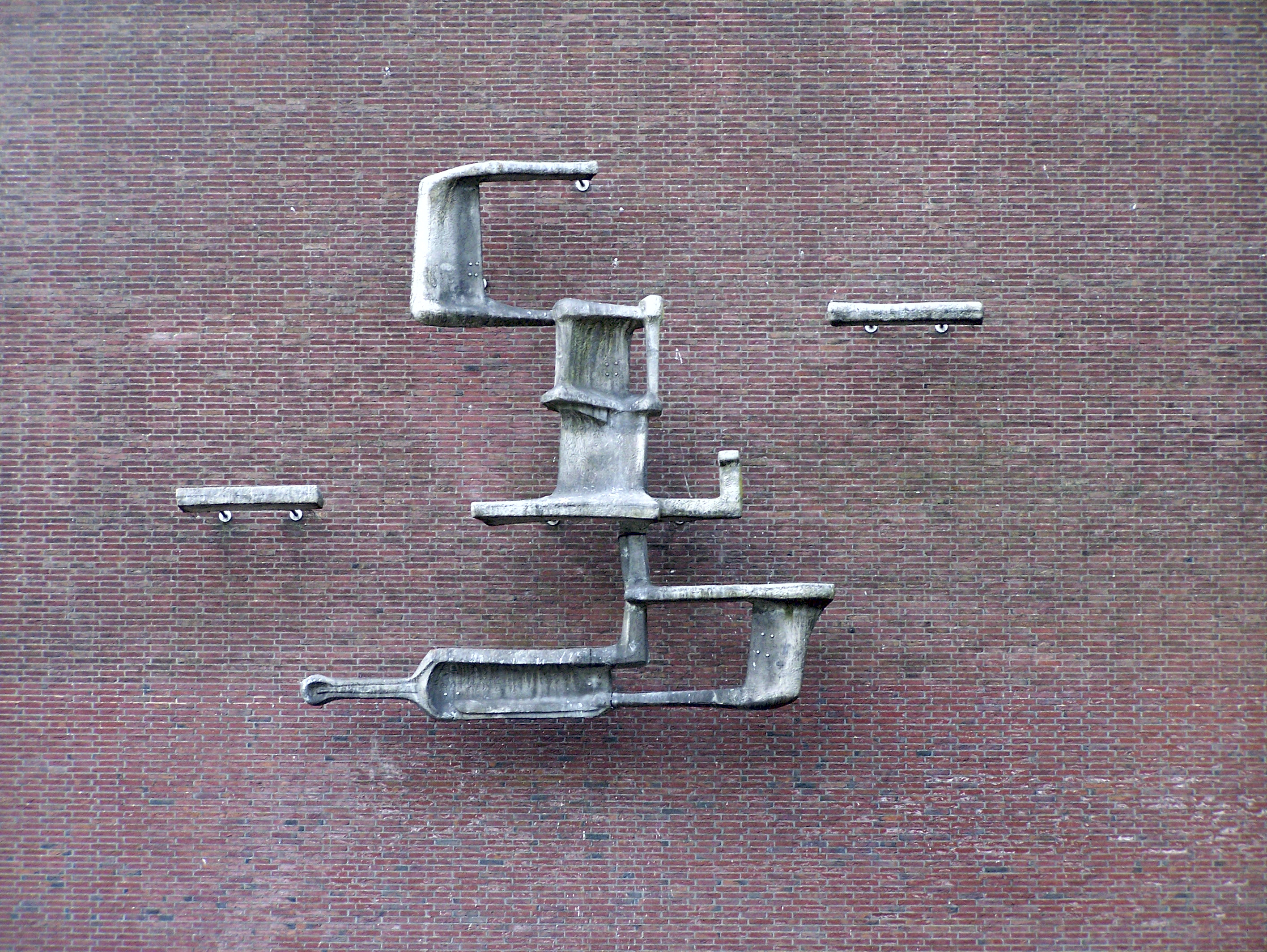
Energie en tijd (1962)
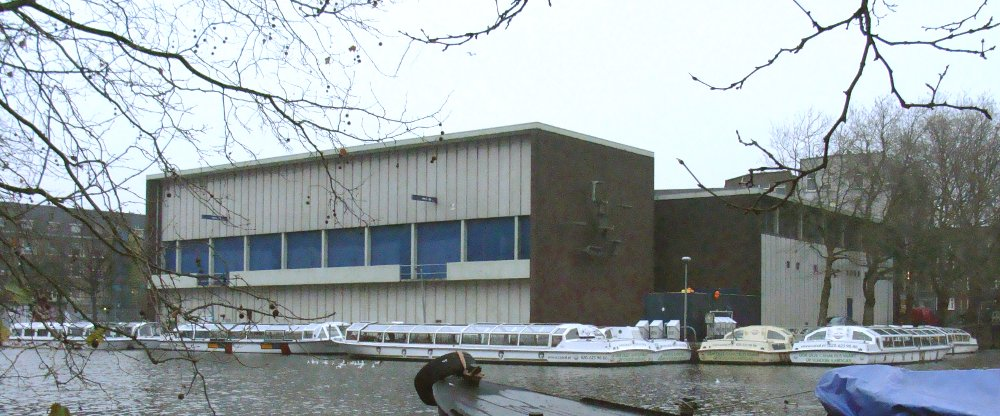
Onderstation Marnixstraat Amsterdam met wandsculptuur Energie en tijd (1962)
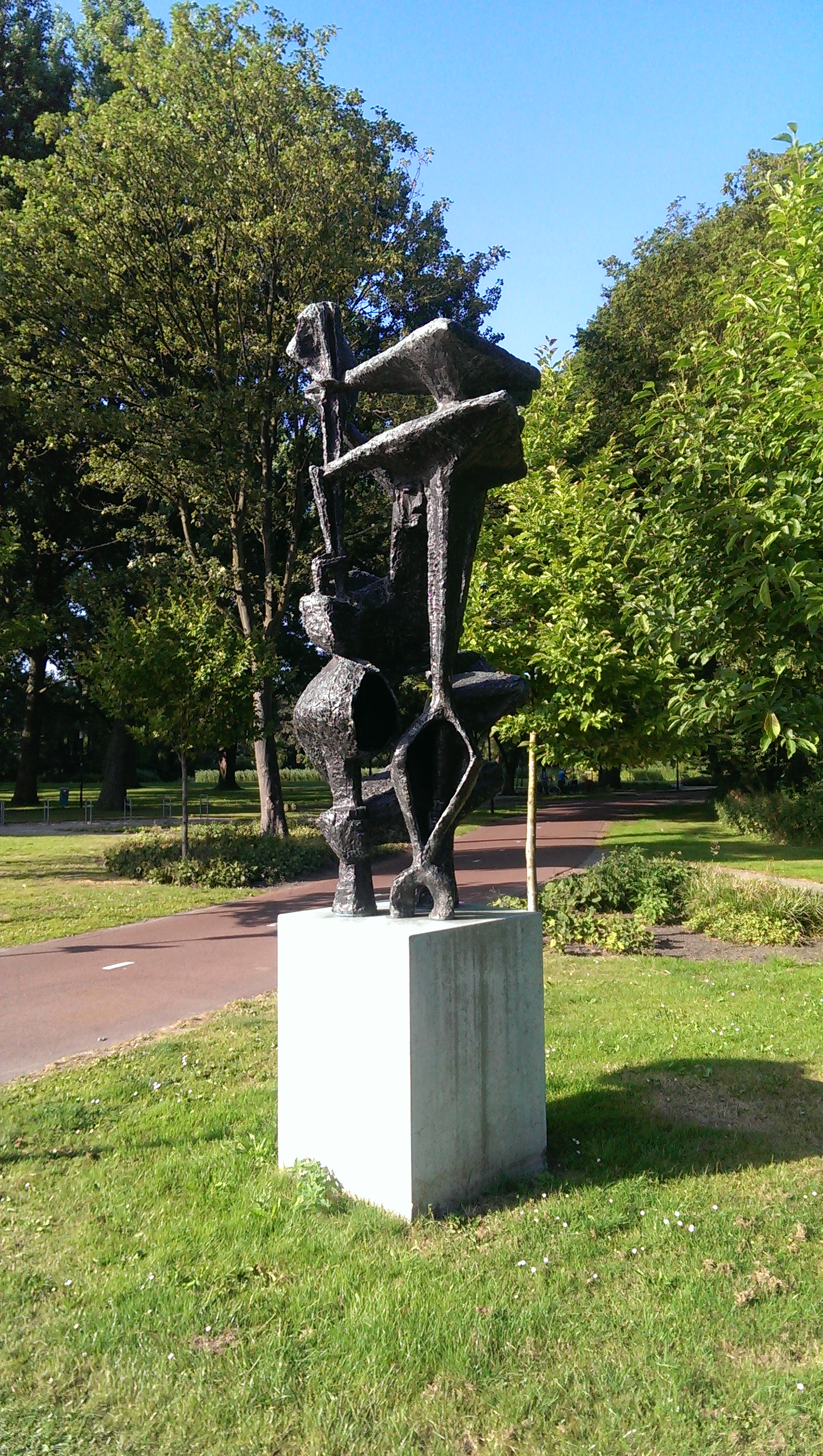
Compositie (1960) Zaandam
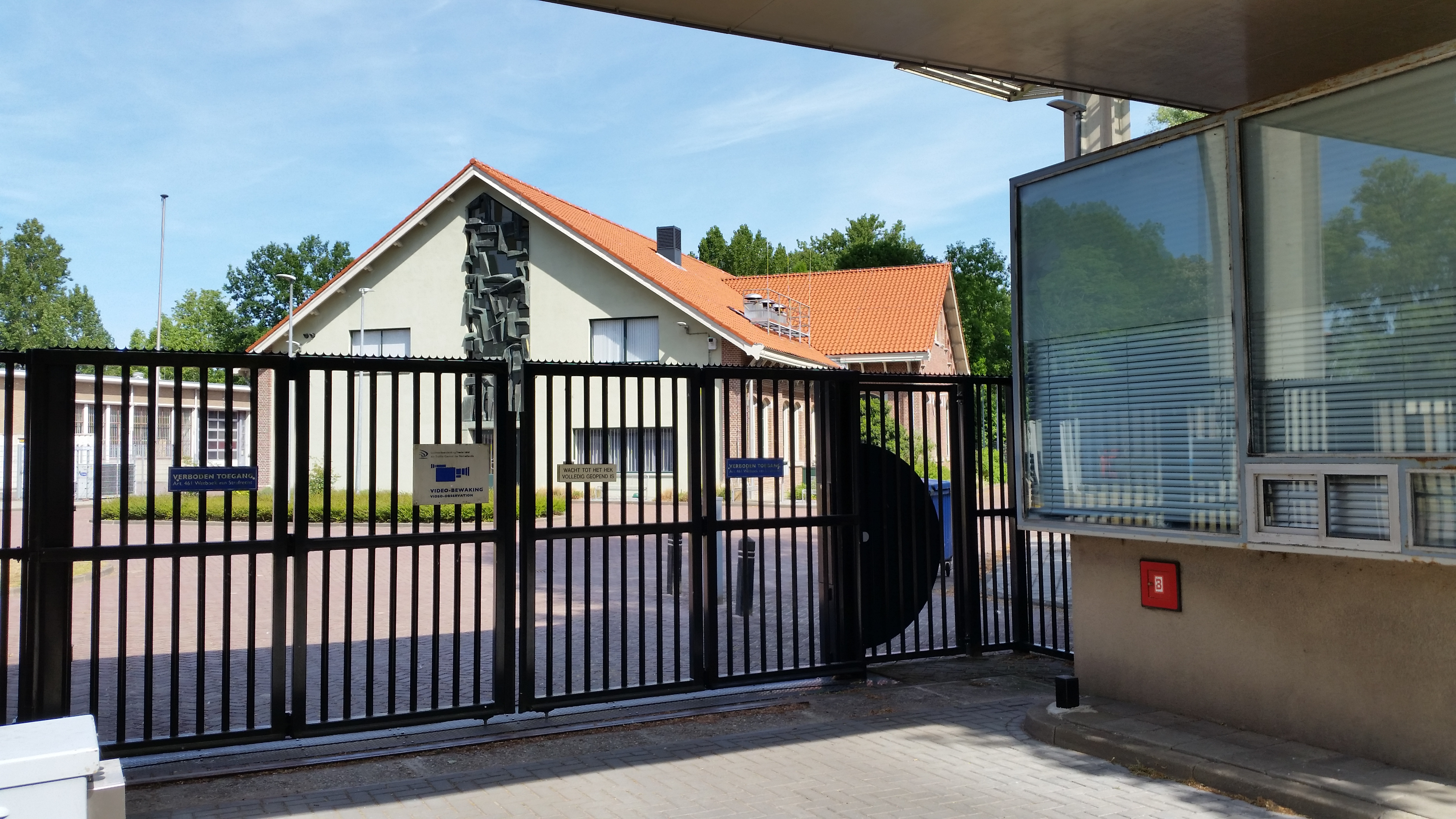
Reliëf (1964) aan voormalig gebouw Rijksluchtvaardienst; Oude Haagseweg (foto 2020)